# 812
L'anu 812 (DCCCXII) fou un any de traspàs començat en dijous segons el calendari gregorià. Pertany a l'edat mitjana

## Esdeveniments
- Fundació del monestir de Sant Esteve de Banyoles.
- Treva entre Carlemany i l'Emirat de Còrdova per tres anys. Al 817 s'allargarà 3 anys més.
- Establiment del Comtat d'Empúries.
- Setge d'Osca (812).
- Carlemany és reconegut emperador d'Occident al Tractat d'Aquisgrà.[1]

## Naixements
- Wen Tingyun, poeta xinès

## Necrològiques
- Guillem I de Tolosa
- Ibrahim ibn al-Àghlab, emir
- Estauraci, emperador romà d'Orient